# 漢斯裸胸鱔
漢斯裸胸鱔，又稱漢斯裸胸鯙，為輻鰭魚綱鰻鱺目鯙亞目鯙科的其中一種，分布於西印度洋大葛摩島海域，棲息深度可達143公尺，為底棲性魚類，屬肉食性，生活習性不明。

## 擴展閱讀
維基物種上的相關：漢斯裸胸鱔